# Paolo Vinci
Paolo Vinci, talvolta menzionato come Vinci II (New York, 6 febbraio 1908 – ...), è stato un rugbista a 15 italiano, tre quarti centro di S.S. Lazio, A.S. Roma e Rugby Roma e 3 volte internazionale per l'Italia.

## Biografia
Paolo nacque a New York, negli Stati Uniti d'America, figlio dell'ambasciatore italiano Adolfo Vinci. Era il secondo di quattro fratelli: Eugenio, Francesco e Piero; insieme sono noti come i fratelli Vinci e soprannominati i Quattro moschettieri, pionieri del rugby a 15 in Italia e fondatori della sezione rugby della Polisportiva S.S. Lazio.
Nel 1929 confluì insieme a tutti gli altri giocatori nella nascente A.S. Roma, seguendo un'analoga iniziativa già fatta nel calcio; questa Società durò appena un anno: il 21 ottobre 1930, in una residenza di famiglia in via di Villa Torlonia 10, insieme al padre Adolfo, ai tre fratelli e ad un gruppo di amici e giocatori ex S.S. Lazio, tra i quali Goffredo ed Ernesto Nathan, Giorgio Riganti, Franco Chiaserotti, Armando Nisti, Bruno Romei, Aldo Rusticali, Carlo Raffo, Giuseppe Bigi e Romolo Marcellini, fondarono la Rugby Roma.
Militò in S.S. Lazio e Rugby Roma con due scudetti nel 1934-35 e 1936-37 e due finali perse (1928-29 e 1930-31) contro Milano.
Il 20 maggio 1929 fu tra i quindici giocatori che a Barcellona disputarono la partita d'esordio ufficiale dell'Italia, una sconfitta 0-9 contro la Spagna.
Nell'occasione tre dei quattro fratelli (insieme a lui Francesco e Piero) partirono titolari, mentre il quarto, Eugenio, subentrò dalla panchina.
Nella successiva partita all'Arena Civica di Milano, disputata un anno dopo contro lo stesso avversario, marcò la meta del 3-0 con cui l'Italia conseguì la sua prima vittoria internazionale.
Il 12 febbraio 1933 disputò l'ultimo incontro per l'Italia, contro la Cecoslovacchia.
Nel 1951 fu tra i rifondatori della sezione sportiva della S.S. Lazio insieme a suo fratello Francesco.

## Palmarès
- Campionati italiani: 2
Rugby Roma: 1934-35, 1936-37